# Poemenius

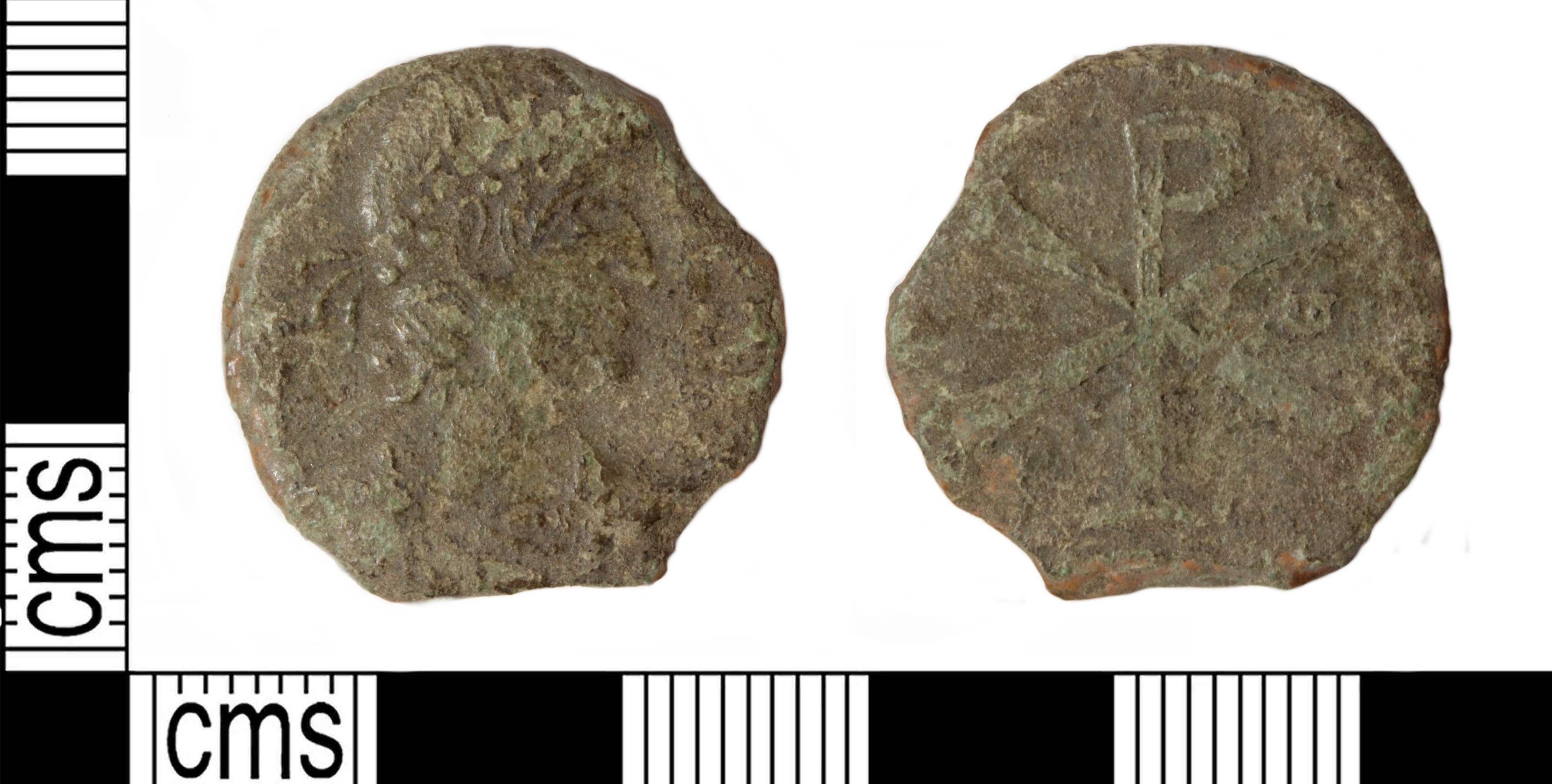
Münze des Constantius II. mit Christogramm, geprägt in Trier unter Poemenius.

Poemenius († 355) war ein spätantiker römischer Offizier. Nach Ammianus Marcellinus (15,6,4) wurde er von den Einwohnern von Augusta Treverorum (heute Trier) als Verteidiger gegen Decentius, den Bruder des Usurpators Magnentius, benannt.
Poemenius ließ nach dieser Quelle die Stadttore von Trier vor dem Caesar Decentius verschließen. Da sich dieser Teil des Römischen Reiches in der Hand des Magnentius befand, handelte es sich um einen Aufstand gegen einen Gegenkaiser. Poemenius stellte sich auf die Seite des regulären Kaisers Constantius II. Ein Zeichen dafür ist, dass er in der Münzstätte Trier Bronzeprägungen ausgeben ließ, deren Rückseitenmotiv mit dem großen Christogramm von Magnentius eingeführt worden war, die aber auf der Vorderseite das Porträt von Constantius II. zeigen. Auch ließ er Goldmünzen auf Constantius II. prägen. Nach Auswertung der Münzen fand die Revolte in Trier wohl frühestens im Juli des Jahres 353 statt.
Ammianus Marcellinus berichtet weiterhin, dass Poemenius nach der gescheiterten Usurpation des Silvanus im Jahr 355 hingerichtet wurde.